# Чира (уезд)
Уезд Чира (уйг. چىرا ناھىيىسى‎, Qira Nah̡iyisi) или Уезд Цэлэ́ (кит. упр. 策勒县, пиньинь Cèlè xiàn) — уезд округа Хотан Синьцзян-Уйгурского автономного района КНР.

## История
Область Чира упоминается в труде Шах Махмуда Чураса как часть государства Могулистан:
В [стране] Чира (область близ города Хотан) есть селение под названием Кук-Гунбад. Мухаммад-хан [послал туда человека и] просил его высокостепенство благочестивого [Ходжу Исхака] пожаловать в Аксу. Его святейшество благочестивый [Ходжа Исхак] в добрый час с божьим благословением оставил одно свое рубище и одну головную повязку в своем ханаке в Чира.

Все жители Моголистана, испрашивая благословения, делают обход [вокруг этой обители].
Уезд Чира был образован в 1928 году.

## Административное деление
Уезд Чира делится на 2 посёлка и 6 волостей.